# マダムと泥棒
『マダムと泥棒』（The Ladykillers）は、1955年に公開されたイギリス映画。犯罪コメディ映画である。

## 概要
現金輸送車の現金強奪を目論む強盗団が、ある老未亡人の部屋を借りたことから巻き起こる騒動を描いたコメディ映画である本作。『成功の甘き香り』などで知られるアレクサンダー・マッケンドリックがメガホンをとり、アレック・ギネスが強盗団のリーダーを演じた。強盗団の計画を知らぬが故に男達にありがた迷惑なお節介を焼くお人好しの英国老婦人をケイティ・ジョンソンが演じ、強盗団のメンバーとしてピーター・セラーズ、ハーバート・ロム、セシル・パーカーらが脇を固めている。
2004年にコーエン兄弟が『レディ・キラーズ』というタイトルでリメイクを手掛けており、リメイク版にはトム・ハンクス、イルマ・P・ホール、マーロン・ウェイアンズらが出演した。もともとの舞台はロンドンだったが、リメイク版ではアメリカ南部のミシシッピ州に変更され、強奪先はカジノ船、老婦人の設定も敬虔なクリスチャンである黒人の老婦人という設定に置き換えられた。

## あらすじ
ロンドンのキングス・クロス駅からほど近い一軒家で下宿部屋を営むウィルバーフォース婦人（ケイティ・ジョンソン）。婦人はだいぶ前に夫を亡くした未亡人で、ペットのオウムらと共に孤独に暮らしていた。一方で婦人は正義感が強く、驚くほどお人好しな性格で、警察署の警官を話し相手にするという日課があり、警察官らからは若干煙たがられる存在でもあった。
そんなある日、婦人の家にマーカス教授（アレック・ギネス）と名乗る男が現れる。マーカス教授は仲間らとグループを組む弦楽五重奏団の演奏練習場として、婦人の家の二階の部屋を借りたいと言う。一人身の婦人も、少しは孤独の気が紛れるとマーカス教授の申し出を承諾する。その翌日、マーカス教授は早速五重奏団の仲間だというコートニー少佐（セシル・パーカー）、ルイス（ハーバート・ロム）、ハリー（ピーター・セラーズ）、通称ワンラウンド（ダニー・グリーン）らを引き連れてやって来た。
しかし音楽の練習というのは真っ赤な嘘で、男達は持ってきたレコードプレイヤーで演奏を装って、現金輸送車からの現金強奪の作戦会議を開始する。一方でそんなこととは知らない婦人は男達の「演奏」に聞き惚れており、お茶を差し入れたり、いらないお節介で男達を困らせる。更にはようやく実行に移した現金強奪に成功するも、老婦人を巻き込みながら計画は男達の予想外の結果に発展するのだった。

## キャスト
| 役名                   | 俳優                     | 日本語吹替                                      | 日本語吹替                                        |
| 役名                   | 俳優                     | 東京12ch旧版                                    | 東京12ch新版                                      |
| ---------------------- | ------------------------ | ----------------------------------------------- | ------------------------------------------------- |
| マーカス教授           | アレック・ギネス         | 久松保夫                                        | 千葉耕市                                          |
| コートニー少佐         | セシル・パーカー         | 天草四郎                                        | 上田敏也                                          |
| ルイス・ハービー       | ハーバート・ロム         | 筈見純                                          | 池田勝                                            |
| ハリー・ロビンソン     | ピーター・セラーズ       | 広川太一郎                                      | 西村知道                                          |
| ’ワンラウンド’ローソン | ダニー・グリーン         | 若山弦蔵                                        | 飯塚昭三                                          |
| 警察部長               | ジャック・ワーナー       | 塩見竜介                                        | 緒方賢一                                          |
| ウィルバーフォース婦人 | ケイティ・ジョンソン     | 堀越節子                                        | 麻生美代子                                        |
| 警察署長               | フィリップ・ステイントン | 千葉耕市                                        | 村松康雄                                          |
| ハイペーシア           | エレーヌ・バールズ       | 翠準子                                          |                                                   |
| コンスタンス           | フィービー・ホジソン     | 川路夏子                                        |                                                   |
| エミリア               | イブリン・ケリー         | 遠藤晴                                          |                                                   |
| レティス               | エディー・マーティン     | 野沢雅子                                        |                                                   |
| 不明 その他            | N/A                      | 小林和夫 槐柳二 矢田耕司 田村錦人               | 叶年央 広瀬正志 桜本晶弘 伊井篤史 巴菁子          |
| 日本語版スタッフ       |                          |                                                 |                                                   |
| 演出                   | 演出                     | 近森啓祐 中村忠康                               |                                                   |
| 翻訳                   |                          |                                                 |                                                   |
| 調整                   | 調整                     | 前田政信                                        |                                                   |
| 効果                   | 効果                     | 芦田公雄                                        |                                                   |
| 制作                   | 制作                     | 東北新社                                        | グロービジョン                                    |
| 初回放送               | 初回放送                 | 1967年12月7日 『映画枠』 21:00-22:30 正味約79分 | 1978年8月4日 『思い出の名作洋画劇場』 22:00-23:40 |

## 受賞/ノミネート
| 映画祭・賞       | 部門         | 候補                 | 結果       |
| ---------------- | ------------ | -------------------- | ---------- |
| アカデミー賞     | 脚本賞       | ウィリアム・ローズ   | ノミネート |
| 英国アカデミー賞 | 作品賞(総合) |                      | ノミネート |
| 英国アカデミー賞 | 作品賞(国外) |                      | ノミネート |
| 英国アカデミー賞 | 女優賞(国内) | ケイティ・ジョンソン | 受賞       |
| 英国アカデミー賞 | 脚本賞       | ウィリアム・ローズ   | 受賞       |

## ランキング
- 1967年 「映画史上のコメディ・ベスト10」第7位（カナダ、オッタワの映画保存協会が世界40か国の批評家のアンケートにより選出。「ル・ミリオン」と同位。）[7]